# Willy Wonka
Pour les articles homonymes, voir Wonka.
Willy Wonka, est un personnage de fiction du roman Charlie et la Chocolaterie (publié en 1964) de Roald Dahl, de sa suite Charlie et le Grand Ascenseur de verre et de leurs adaptations cinématographiques.
Un personnage presque similaire a existé : Forrest Mars, patron de la société Mars, qui était connu pour son excentricité et son côté maniaque, d'où son surnom d'« Howard Hughes de la confiserie ».[réf. nécessaire]

## Description du personnage

### Dans le roman
Dans le roman de Dahl, Willy Wonka est décrit comme étant un homme élancé et âgé, arborant « une petite barbiche noire taillée en pointe ». L'auteur prend soin d'insister sur son intelligence, dont son regard se fait clairement l'écho : « Ses yeux étaient d'une merveilleuse limpidité [...] comme il avait l'air futé ! » Sa voix est « claire et flûtée ». Par sa gestuelle singulière, sautillante et son regard perpétuellement en mouvement qui « enregistre tout en un clin d'œil », il est assimilé à un « vieil écureuil vif et malicieux ». Monsieur Wonka se distingue également par son apparence soignée : « Il était coiffé d'un chapeau haut de forme noir. Il portait un habit à queue d'un beau velours couleur de prune. Son pantalon était vert bouteille. Ses gants étaient gris perle. Et il tenait à la main une jolie canne à pommeau d'or. » Il est décrit comme le plus extraordinaire chocolatier du monde. Il est aidé de ses Oompa Loompa pour faire du chocolat. Ils savent très bien chanter et très bien se moquer.
Sur le site de l'éditeur français Gallimard Jeunesse, la fiche du personnage précise que Willy Wonka est « un inventeur de génie, un véritable magicien du chocolat » qui a une aversion marquée pour « les enfants gâtés, gloutons et abrutis par la télévision ». Il est également cité quelques-unes de ses plus formidables inventions tels « le bonbon inusable, le chocolat télévisé, le caramel qui fait pousser les cheveux ».

### Dans le film de 1971
L'apparence du personnage, ici campé par Gene Wilder, diffère de celle du personnage imaginé par Roald Dahl : en effet, il est plutôt trapu et relativement jeune, ne semblant pas excéder les quarante ans. S'il arbore bien le fameux « habit à queue d'un beau velours couleur de prune », son chapeau, lui, est marron. Il porte un pantalon beige assorti à son nœud papillon et un veston à fleurs mauves. Il possède également une canne. Ses cheveux sont blonds et bouclés. En revanche, son regard reste bleu et furtif, respectant l'une des caractéristiques principales du personnage. Sa démarche est sautillante et enfantine, et le film étant musical, il danse également. Pierre Murat, de Télérama, affirme que « Gene Wilder était un Willy Wonka sympa comme tout, qui plus est, et burlesque juste ce qu'il fallait ». D'après R. Barton Palmer, l'interprétation du personnage est l'un des points forts du film, qui bénéficie « de l'interprétation délirante de Gene Wilder dans le rôle du meilleur confiseur du monde ».
Philosophe et instruit, il lance de nombreuses citations tout au long du film, même lorsque ces dernières semblent hors contexte : il récite notamment des extraits de l'Ode d'Arthur O'Shaughnessy, de L'Importance d'être constant d'Oscar Wilde, de La Complainte du vieux marin de Samuel Taylor Coleridge et du Marchand de Venise de William Shakespeare.
La chanson du personnage, Pure Imagination, composée par Leslie Bricusse et Anthony Newley, est devenue un classique de la culture anglophone et a été reprise par Maroon 5, Mariah Carey ou encore Josh Groban.

### Dans le film de 2005
Tout comme dans la version de 1971, Willy Wonka, dans ce deuxième film, est différent du personnage du roman. En effet, dans l'adaptation de 2005, le chocolatier bien que très grand et élancé, est d'un âge indéfinissable mais plutôt jeune. Ses yeux sont marrons mais son teint est diaphane, renforçant l'étrangeté du personnage. Il continue toutefois d'arborer un look soigné, très dandy, mais plus excentrique que son pendant littéraire : il est vêtu d'une veste de velours rouge, de gants lilas dont la texture semble caoutchouteuse et d'un élégant costume sombre. Son col porte une épingle ornée d'un W ; enfin, il conserve une canne dont le pommeau est, cette fois, noir et blanc. Brun, il arbore une coupe de cheveux carrée que Charlie Bucket trouve « bizarre », ce dont il est aussitôt offusqué.
Johnny Depp, habitué à travailler avec Tim Burton (comme Edward Scissorhands, par exemple), s'est inspiré de plusieurs personnages réels pour camper le rôle de Willy Wonka dans son film. Dans cette optique il s'inspire d'Howard Hughes connu pour son excentricité et sa maniaquerie mais aussi d'Harold Lloyd et de Marilyn Manson pour la référence contemporaine.
Selon Guillemette Odicino de Télérama, Burton fait de Willy Wonka une « créature cent pour cent burtonienne [...] dans la lignée d'Edward aux mains d'argent. Comme toujours chez lui, d'un handicap naît le talent. Un tel personnage ne fond pas facilement, même à la chaleur d'un happy end. »